# Ihmir Smith-Marsette
Ihmir Smith-Marsette (Newark, 29 agosto 1999) è un giocatore di football americano statunitense che milita nel ruolo di wide receiver per i New York Giants della National Football League (NFL).

## Carriera

### Minnesota Vikings
Smith-Marsette al college giocò a football all'Università dell'Iowa. Fu scelto nel corso del quinto giro (157º assoluto) nel Draft NFL 2021 dai Minnesota Vikings. Nella settimana 15 contro i Chicago Bears segnò il suo primo touchdown su ricezione. La sua stagione da rookie si concluse con 5 ricezioni per 116 yard e 2 marcature in 8 presenze, di cui una come titolare.

### Chicago Bears
Il 1º settembre 2022 Smith-Marsette firmò con i Chicago Bears.

### Kansas City Chiefs
Il 21 ottobre 2022 Smith-Marsette firmò con la squadra di allenamento dei Kansas City Chiefs. Fu promosso nel roster attivo il 6 gennaio 2023 per la gara dell'ultimo turno contro i Las Vegas Raiders.

### Carolina Panthers
Il 29 agosto 2023 Smith-Marsette fu scambiato con i Carolina Panthers. Nel decimo turno ritornò un punt per 79 yard in touchdown nella sconfitta contro i suoi ex Bears.

### New York Giants
Il 9 settembre 2024 Smith-Marsette firmò con i New York Giants. Nel penultimo turno ritornò il kickoff di apertura del secondo tempo per 100 yard in touchdown, venendo premiato come miglior giocatore degli special team della NFC della settimana.

## Palmarès
- Super Bowl : 1

Kansas City Chiefs: LVII
- American Football Conference Championship: 1

Kansas City Chiefs: 2022